# Josh Clarke
Joshua Joseph Jason Ishmel Clarke, noto come Josh Clarke (Walthamstow, 5 luglio 1994), è un ex calciatore inglese, di ruolo centrocampista.

## Caratteristiche tecniche
È un esterno destro.

## Carriera
Cresciuto nel settore giovanile del Brentford, ha esordito in prima squadra il 27 agosto 2013 disputando l'incontro di EFL Trophy perso 5-0 contro il Derby County.

## Palmarès

### Club

#### Competizioni nazionali
- Kent Senior Cup: 1

Dartford: 2021-2022